# 얼굴 여성화 수술
안면 여성화 수술(facial feminization surgery; FFS) 또는 안면 여성화 수술(顔面女性化手術)이란 남성의 얼굴 특징을 여성의 얼굴과 유사하게 만드는 재건 수술들을 통칭함이다. FFS에는 이마 올림술, 코 성형술, 볼 확대술, 입술 확대술 등 다양한 수술이 포함되지만, 대체로 수염 영구제모는 FFS에 포함되지 않는 것으로 여겨진다.
얼굴은 2차 성징의 요소를 포함하고 있기 때문에 남자 얼굴과 여자 얼굴은 보면 바로 구분할 수 있다. "일반적으로, 여성은 남성에 비해 턱이 더 뾰족하고 코가 덜 두드러진다. 또한 여성의 코끝이 덜 뾰족하다. 이마 역시 남성과 여성이 상당히 다른데, 특히 눈썹가와 이마 중앙이 그러하다. 그리고 두개골의 모양도 두개골을 덮는 피부의 윤곽에 영향을 미친다. 두개골의 모양을 바꾸는 것은 남성의 특징을 여성의 얼굴으로 바꾸는 데 뚜렷한 도움이 된다."
많은 트랜스여성들에게 있어 FFS는 성별 불쾌감을 치료하기 위해 필요한 과정이다. FFS는 성별 불쾌감을 완화하고 트랜스여성을 사회적으로 여성 구성원에 통합시키는 데 생식기 성전환 수술(SRS)만큼, 또는 SRS 이상으로 중요한 기능을 한다. 연구 결과 FFS를 받은 트랜스여성의 정신건강의 질이 FFS를 받지 못한 트랜스여성보다 월등히 높았다. FFS를 받는 환자는 대부분 트랜스젠더 여성이나, 일부 시스젠더 여성도 자기 얼굴이 너무 남성적이라고 생각하여 FFS를 받기도 한다.

## 같이 보기
- 분류:성전환 수술 집도 의사